# Dicaelotus clypeatus
Dicaelotus clypeatus là một loài tò vò trong họ Ichneumonidae.